# Blagdon Hall
Blagdon Hall est une maison de campagne anglaise privée près de Cramlington dans le Northumberland. C'est un bâtiment classé Grade I. La maison et le domaine appartiennent à la famille White Ridley depuis 1698. L'actuel vicomte Ridley est l'écrivain scientifique et pair héréditaire Matthew Ridley.

## Histoire
La demeure a été construite en deux phases entre 1720 et 1752 par Matthew White et son fils Sir Matthew White, 1er baronnet, dont la sœur Elizabeth épouse Matthew Ridley (1711-1778), quatre fois maire de Newcastle upon Tyne. Le fils de ces derniers Matthew White Ridley hérite du domaine et succède à son oncle comme second baronnet.
Blagdon Hall est considérablement agrandi au XIXe siècle selon les plans des architectes John Dobson et Ignatius Bonomi. Certains de ces ajouts sont supprimés à la suite d'un incendie en 1944.
Les jardins sont largement rénovés dans les années 1930 par Edwin Lutyens, dont la fille Ursula est mariée au 3e vicomte Ridley.
Le bloc stable conçu par James Wyatt dans un style palladien en 1791 est classé Grade II * et une folie du XIXe siècle dans le parc est classée Grade II. Les jardins contiennent également le seul bronze survivant de la gigantesque statue de John Graham Lough de Milon de Crotone.

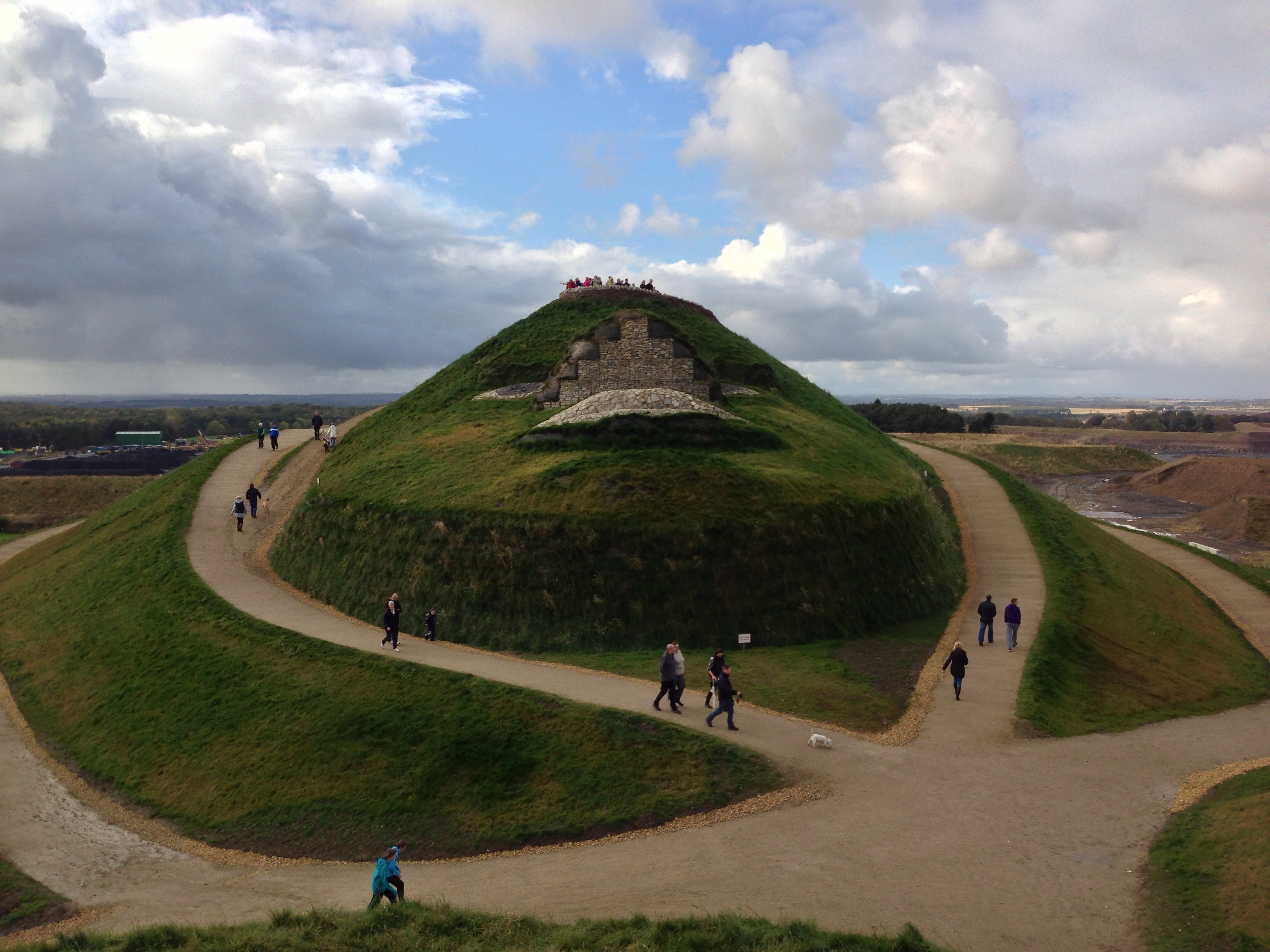
Northumberlandia - photo du visage montrant la bouche, les narines, etc.

Sur le domaine se trouvent Shotton Surface Mine, une grande mine de charbon à ciel ouvert et Northumberlandia (la « Dame du Nord »), une immense sculpture terrestre en forme de figure féminine allongée fabriquée à partir de déchets miniers. La Royal Agricultural Society of England décernr la Bledisloe Gold Medal en 2015 à Ridley car ils « voulaient souligner les vastes travaux d'amélioration de l'environnement qui ont été entrepris à travers le pays » .